# Anelaphus badius
Anelaphus badius là một loài bọ cánh cứng trong họ Cerambycidae.